# Genotype
Genotypen (arvelighedspræget) er summen af de påvirkninger, som arveanlæggene udøver på et individs observerbare egenskaber, dvs. dets fænotype (fremtoningspræget). Denne skelnen mellem det observerbare og det faktisk nedarvede blev indført af Wilhelm Johannsen i 1903. 

## Genotype og fænotype
Individets fænotyper bestemmes af summen af de indflydelser, som dets gener udøver, og de påvirkninger, som individet i øvrigt modtager fra miljøet. Hvis man ser hen over en population af individer, så betegnes den variation, som kan henføres til forskelle i gener, som den genetiske variation.
Ikke alle genotyper påvirkes på samme måde af forskellige miljøer. Dette giver anledning til genotype-miljøinteraktioner.
Hvis individer fordeler sig henover forskellige miljøer afhængigt af deres genotype, så giver det anledning til genotype-miljøkorrelationer. Fænomenet optræder f.eks. i landbrugssammenhænge. Et eksempel herpå er, når køer, som har høj mælkeydelse, modtager en bedre pasning end køer, som har en lavere ydelse. Herved kommer forskellene mellem genotyper, som giver anledning til høj eller lav mælkeydelse, til at virke større, end de faktisk er.

## Rene linjer
Forskellen kan illustreres ved at se på rene linjer. Rene linjer er grupper af individer, som krydses med hinanden, og som alle har de samme gener. Dette er almindelig praksis f.eks. i planteavl og i forbindelse med f.eks. mus og bananfluer, som bruges i videnskabelig forskning.
Langt de fleste egenskaber varierer i et eller andet omfang iblandt individer i en ren linje. Da alle individer i en ren linje bærer identiske gener, dvs. har samme genotype, så må variationen skyldes tilfældigheder og forskelle i miljøpåvirkninger.
Set fra en genetisk synsvinkel er rene linjer beslægtet med enæggede tvillinger i den forstand, at enæggede tvillinger bærer de samme arveanlæg og dermed har identiske genotyper.

## Genotype og nedarvning
For organismer med kønnet formering vil et individ modtage en del af sin arvemasse fra hver forælder. Dette er fundamentet for biologisk nedarvning. Et afkoms genotype er dog ikke entydigt bestemt af forældrenes genotyper, eftersom forskellige afkom ikke altid vil arve kopier af de samme af forældrenes gener. Dette fænomen kaldes udspaltning. Det blev først observeret af Gregor Mendel. Dette er f.eks. forklaringen på, at der er genetiske forskelle mellem helsøskende.
Lighed mellem slægtninge skyldes derfor til dels, at beslægtede individer i gennemsnit deler en større del af deres arvemasse, end hvad ubeslægtede gør. Der er dog også andre årsager til, at beslægtede individer ligner hinanden mere, end ubeslægtede individer gør – her gør det sig ikke mindst gældende, at beslægtede individer generelt deler flere miljøpåvirkninger, end ubeslægtede individer gør.
Hvis forældrene til et individ er beslægtede, så er individet indavlet. I et indavlet individ er det muligt, at de to kopier, som individet har arvet i hvert gen, kan være kopier af samme gen i en tidligere generation.

## Simple egenskaber
For egenskaber, hvor variationen forklares ved variation i et eller nogle få gener (man taler om egenskaber med mendelsk nedarvning), kan genotypen specificeres ved at redegøre for, hvilke alleler et individ bærer for disse gener.
Hvis man ser på et enkelt gen, så er et individ homozygot, hvis de to kopier af genet tilhører samme allel. Hvis de derimod tilhører forskellige alleler, så er individet heterozygot.
| Naturvidenskab | Spire Denne naturvidenskabsartikel er en spire som bør udbygges. Du er velkommen til at hjælpe Wikipedia ved at udvide den. |